# ФД21-3000
ФД21-3000 — советский грузовой паровоз типа 1-5-1 серии ФД21, выпущенный в 1940 году. Паровоз машиниста Николая Лунина — Героя Социалистического Труда и новатора железнодорожного транспорта, за что, согласно приказу НКПС, официально носил звание «Лучший паровоз Советского Союза». 
В настоящее время является памятником истории и объектом культурного наследия.

## История
Юбилейный, 3000-й, паровоз серии ФД («Феликс Дзержинский») был построен в 1940 году на Ворошиловградском паровозостроительном заводе и является 65 по счёту из паровозов модификации ФД21 (отличается конструкцией пароперегревателя). 
Передать его было решено на Томскую железную дорогу в депо Новосибирск, а конкретно — машинисту Николаю Лунину, — организатору Лунинского движения, когда часть работ по ремонту паровозов выполняют сами локомотивные бригады. 
Благодаря этому, увеличиваются межремонтные пробеги, что в свою очередь позволяет повысить эффективность использования паровозов. Для извещения Лунина о вручении паровоза была выслана телеграмма:
В том же году паровоз был передан машинисту. В период начавшейся вскоре Великой Отечественной войны, «Феликс Дзержинский» № 3000 водил воинские эшелоны по Томской железной дороге. 
Старшему машинисту паровозного депо Новосибирск Томской железной дороги Николаю Александровичу Лунину: отмечая Вашу ценную, замечательную инициативу по увеличению объёма служебного ремонта паровоза, выполняемого силами паровозной бригады и сокращения до минимума количества записываемых пунктов ремонта паровозов на промывках, НКПС своим приказом от 28.01.41 г. Наградил Вас знаком «Почётному железнодорожнику» и передаёт Вам юбилейный 3000-й паровоз серии ФД, выпущенный Ворошиловоградским паровозостроительным заводом
В 1942 году Лунин был награждён Сталинской премией, а в феврале 1943 года он за неё приобретает эшелон (30 вагонов) угля. Далее на своём паровозе Николай Александрович повёл этот эшелон из Новосибирска и вскоре прибыл в только что освобождённый Сталинград. 

За этот поступок в марте он получает письмо от самого Сталина:
ст. Новосибирск Томской жел. дор.
Машинисту тов. Лунину 
Примите мой привет и благодарность Правительства Союза ССР, товарищ Лунин, за Вашу заботу о восстановлении города Сталинграда. 
И. СТАЛИН 
Газета «Известия», 24 марта 1943 года
 В 1945 году Лунин был назначен начальником паровозного хозяйства на Южной железной дороге, а вскоре перешёл на руководящие должности.
Паровоз ФД21-3000 же продолжил эксплуатироваться на Томской железной дороге, а вскоре на Западно-Сибирской железной дороге, в которую влилась Томская. В 1960-х он был отстранён от работы, но сохранён.

В 1980 году паровоз был установлен в Новосибирске на проспекте Димитрова неподалёку от станции Новосибирск-Главный в составе «мемориала славы труженикам тыла 1941-45 гг.». На его тендере при этом была нанесена надпись:
Вечная слава, Труженикам тыла
 обеспечившим своим самоотверженным
трудом победу нашего народа в
Великой Отечественной войне 1941 - 1945 года